# Serra da Engabelada
Serra da Engabelada är ett berg i Brasilien. Det är beläget i kommunen Congo och delstaten Paraíba, i den östra delen av landet, 1 500 km nordost om huvudstaden Brasília. Toppen på Serra da Engabelada befinner sig 837 meter över havet, eller 6 meter över den omgivande terrängen. Bredden vid basen är 0,46 km.
Terrängen runt Serra da Engabelada är platt och sluttar österut. Runt Serra da Engabelada är det glesbefolkat, med 16 invånare per kvadratkilometer..
Omgivningarna runt Serra da Engabelada är huvudsakligen savann. Årsmedeltemperaturen i trakten är 26 °C. Den varmaste månaden är oktober, då medeltemperaturen är 30 °C, och den kallaste är juni, med 21 °C. Genomsnittlig årsnederbörd är 477 millimeter. Den regnigaste månaden är april, med i genomsnitt 89 mm nederbörd, och den torraste är augusti, med 17 mm nederbörd.